# Wesley C. Skiles
Wesley C. Skiles (Jacksonville, 6 maart 1958 - Boynton Beach, 21 juli 2010) was een Amerikaans grottenduiker en maker van onderwaterfilms.
Skiles leidde onder meer filmprojecten van National Geographic. Tijdens een expeditie naar Antarctica van National Geographic werd hij de eerste mens die voet zette op IJsberg B-15. Voor zijn expeditie om diepwaterhaaien te filmen, verbleef hij elf uur op een diepte van ruim tweehonderd meter zeewater in een atmosferisch duikerspak.
Skiles was de maker van Water's Journey bij de PBS. Doel van de reeks was om het publiek te sensibiliseren voor grondwater en de hydrogeologische cyclus. Hij kreeg voor zijn werk diverse onderscheidingen. Skiles overleed in juli 2010 tijdens het duiken.